# فایو (گروه موسیقی)
فایو (به انگلیسی: Five) یک گروه موسیقی انگلیسی است که در سال ۱۹۹۷ در لندن شروع به کار کرد. در سال ۲۰۰۰ جایزه بریت بهترین اجرای پاپ را کسب گرده اند.

## آلبوم‌ها
۱۹۹۸ - 5ive
1999 - Invincible
2001 - Kingsize